# Bias (Lot-et-Garonne)
Pour les articles homonymes, voir Bias.
Bias [bjas] est une commune française, située dans le département de Lot-et-Garonne (région Nouvelle-Aquitaine).

## Géographie

### Localisation
Bias est un bourg périurbain limitrophe par l'ouest de Villeneuve-sur-Lot, situé en Agenais, à proximité du Périgord et du Quercy.
La commune est à 110 km à vol d'oiseau au sud-est de Bordeaux, 50 km au sud de Bergerac, 61 km à  l'ouest de Cahors, 108 km au nord-ouest de Toulouse et 23 km au nord d'Agen.
La commune se trouve dans l'aire d'attraction de Villeneuve-sur-Lot, ainsi que dans son unité urbaine, sa zone d'emploi et son bassin de vie.

### Communes limitrophes
Les communes limitrophes sont  Allez-et-Cazeneuve, Casseneuil, Lédat, Pujols, Sainte-Colombe-de-Villeneuve, Sainte-Livrade-sur-Lot et Villeneuve-sur-Lot.
| Casseneuil             | Lédat                        |                    |
| Sainte-Livrade-sur-Lot | Bias                         | Villeneuve-sur-Lot |
| Allez-et-Cazeneuve     | Sainte-Colombe-de-Villeneuve | Pujols             |

### Géologie et relief
La superficie de la commune est de 12,29 km2 ; son altitude varie de 42  à   76 mètres.

### Hydrographie
La commune est traversée par le Lot et son affluent la Masse de Pujol.

### Climat
Pour des articles plus généraux, voir Climat de la Nouvelle-Aquitaine et Climat de Lot-et-Garonne.
Historiquement, la commune est exposée à un climat océanique aquitain.  
En 2020, Météo-France publie une typologie des climats de la France métropolitaine dans laquelle la commune est exposée à un climat océanique altéré et est dans la région climatique Aquitaine, Gascogne, caractérisée par une pluviométrie abondante au printemps, modérée en automne, un faible ensoleillement au printemps, un été chaud (19,5 °C), des vents faibles, des brouillards fréquents en automne et en hiver et des orages fréquents en été (15 à 20 jours).
Pour la période 1971-2000, la température annuelle moyenne est de 13,4 °C, avec une amplitude thermique annuelle de 15,5 °C. Le cumul annuel moyen de précipitations est de 785 mm, avec 9,5 jours de précipitations en janvier et 6,8 jours en juillet. Pour la période 1991-2020, la température moyenne annuelle observée sur la station météorologique la plus proche, située sur la commune de Cancon à 13,72 km à vol d'oiseau, est de 13,4 °C et le cumul annuel moyen de précipitations est de 852,4 mm,. Pour l'avenir, les paramètres climatiques de la commune estimés pour 2050 selon différents scénarios d'émission de gaz à effet de serre sont consultables sur un site dédié publié par Météo-France en novembre 2022.

## Urbanisme

### Typologie
Au 1er janvier 2024, Bias est catégorisée ceinture urbaine, selon la nouvelle grille communale de densité à sept niveaux définie par l'Insee en 2022.
Elle appartient à l'unité urbaine de Villeneuve-sur-Lot, une agglomération intra-départementale regroupant treize  communes, dont elle est une commune de la banlieue,,.
Par ailleurs la commune fait partie de l'aire d'attraction de Villeneuve-sur-Lot, dont elle est une commune de la couronne,. Cette aire, qui regroupe 34 communes, est catégorisée dans les aires de 50 000 à moins de 200 000 habitants,.

### Occupation des sols

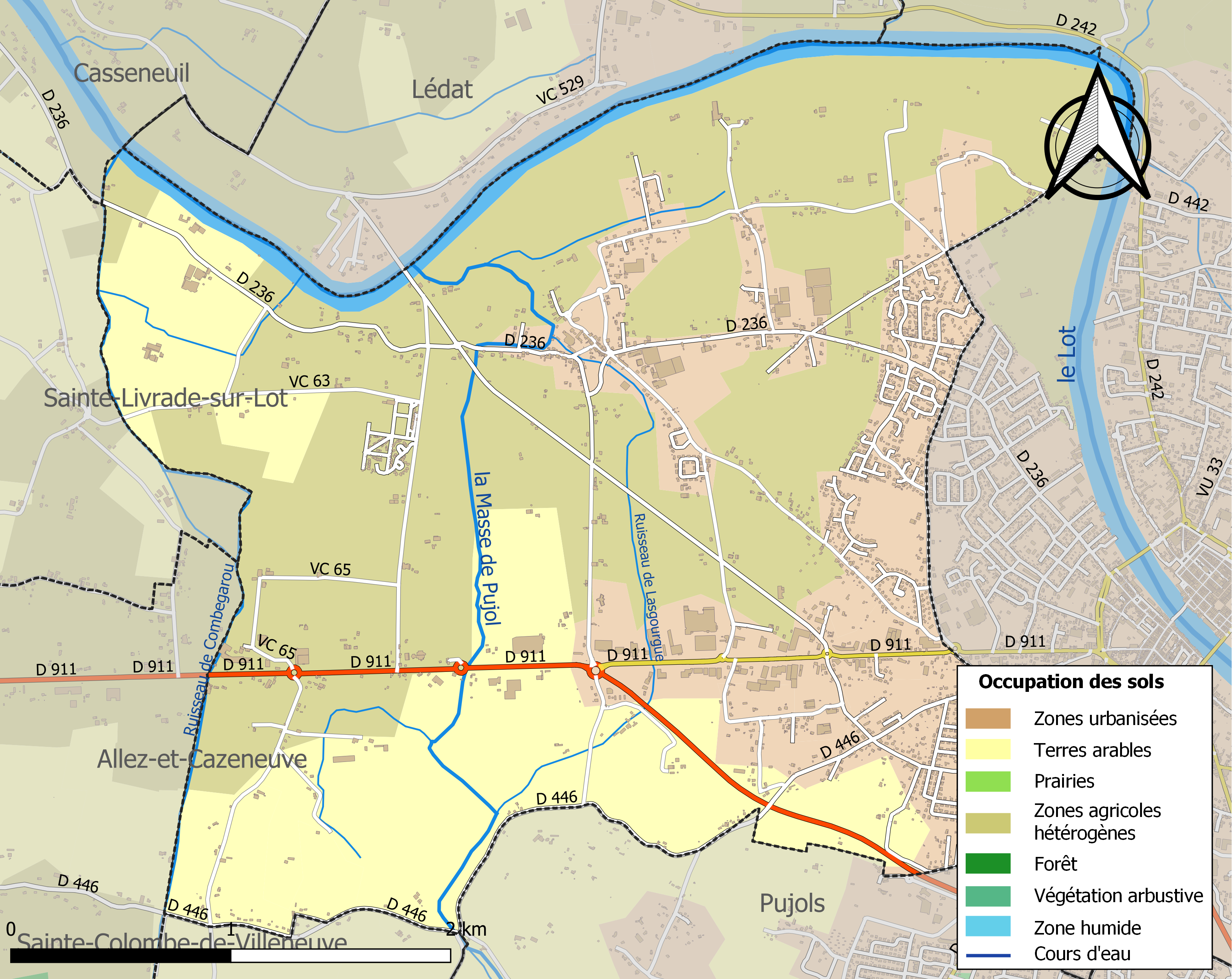
Carte des infrastructures et de l'occupation des sols de la commune en 2018 (CLC).

L'occupation des sols de la commune, telle qu'elle ressort de la base de données européenne d’occupation biophysique des sols Corine Land Cover (CLC), est marquée par l'importance des territoires agricoles (74,1 % en 2018), en diminution par rapport à 1990 (87,4 %).
La répartition détaillée en 2018 est la suivante : zones agricoles hétérogènes (48,4 %), zones urbanisées (18 %), terres arables (17,1 %), cultures permanentes (8,5 %), zones industrielles ou commerciales et réseaux de communication (5,3 %), eaux continentales (2,7 %).
L'évolution de l’occupation des sols de la commune et de ses infrastructures peut être observée sur les différentes représentations cartographiques du territoire : la carte de Cassini (XVIIIe siècle), la carte d'état-major (1820-1866) et les cartes ou photos aériennes de l'IGN pour la période actuelle (1950 à aujourd'hui).

### Morphologie urbaine
Le village historique s'est constitué le long du chemin menant à l'église paroissiale et s'est progressivement étendu au sud avec le moulin et l'école (devenue hôtel de ville), et vers l'ouest le long de la route de Casseneuil.
Bias, jusqu'alors villageois, s'est urbanisé dans la seconde moitié du XXe siècle, avec la construction d'une cité, de lotissements et d'une zone commerciale et industrielle située sur la route de Bordeaux, en raison de la proximité de Villeneuve-sur-Lot et de la disponibilité de terrains constructibles dans la vallée du Lot. La majeure partie du bâti de la commune date de la deuxième moitié duXXe siècle.

### Habitat et logement
En 2021, le nombre total de logements dans la commune était de 1 491, alors qu'il était de 1 469 en 2016 et de 1 410 en 2011.
Parmi ces logements, 90,5 % étaient des résidences principales, 0,3 % des résidences secondaires et 9,1 % des logements vacants. Ces logements étaient pour 97,6 % d'entre eux des maisons individuelles et pour 2,1 % des appartements.
Le tableau ci-dessous présente la typologie des logements à Bias en 2021 en comparaison avec celle de Lot-et-Garonne et de la France entière. Une caractéristique marquante du parc de logements est ainsi la faible proportion des résidences secondaires et logements occasionnels (0,3 %) par rapport au département (6,3 %) et à la France entière (9,7 %).
| Typologie                                               | Bias | Lot-et-Garonne | France entière |
| ------------------------------------------------------- | ---- | -------------- | -------------- |
| Résidences principales (en %)                           | 90,5 | 82,1           | 82,2           |
| Résidences secondaires et logements occasionnels (en %) | 0,3  | 6,3            | 9,7            |
| Logements vacants (en %)                                | 9,1  | 11,6           | 8,1            |

### Risques naturels et technologiques
Le territoire de la commune de Bias est vulnérable à différents aléas naturels : météorologiques (tempête, orage, neige, grand froid, canicule ou sécheresse), inondations, mouvements de terrains et séisme (sismicité très faible). Il est également exposé à deux risques technologiques,  le transport de matières dangereuses et la rupture d'un barrage. Un site publié par le BRGM permet d'évaluer simplement et rapidement les risques d'un bien localisé soit par son adresse soit par le numéro de sa parcelle.

#### Risques naturels
Certaines parties du territoire communal sont susceptibles d’être affectées par le risque d’inondation par débordement de cours d'eau, notamment le Lot et la Masse de Pujol . La commune a été reconnue en état de catastrophe naturelle au titre des dommages causés par les inondations et coulées de boue survenues en 1982, 1993, 1999, 2003 et 2009,.
Les mouvements de terrains susceptibles de se produire sur la commune sont des glissements de terrain et des tassements différentiels.

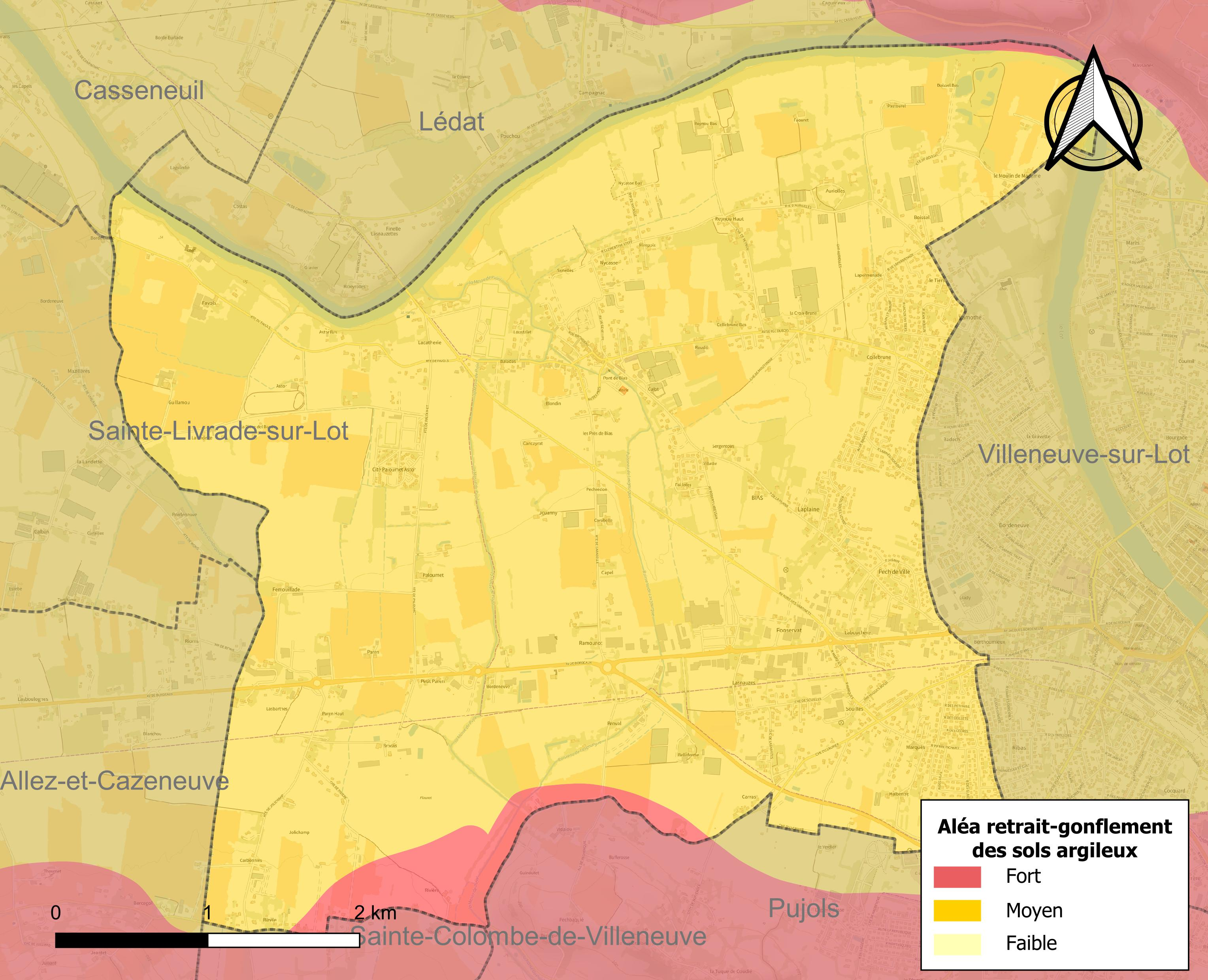
Carte des zones d'aléa retrait-gonflement des sols argileux de Bias.

Le retrait-gonflement des sols argileux est susceptible d'engendrer des dommages importants aux bâtiments en cas d’alternance de périodes de sécheresse et de pluie. La totalité de la commune est en aléa moyen ou fort (91,8 % au niveau départemental et 48,5 % au niveau national). Depuis le 1er octobre 2020, en application de la loi ELAN, différentes contraintes s'imposent aux vendeurs, maîtres d'ouvrages ou constructeurs de biens situés dans une zone classée en aléa moyen ou fort,.
Concernant les mouvements de terrains, la commune a été reconnue en état de catastrophe naturelle au titre des dommages causés par la sécheresse en 1989, 1991, 2003, 2005, 2009, 2011 et 2012 et par des mouvements de terrain en 1999.

#### Risque technologique
La commune est en outre située en aval des barrages de Grandval dans le Cantal et de Sarrans en Aveyron, des ouvrages de classe A. À ce titre elle est susceptible d’être touchée par l’onde de submersion consécutive à la rupture de cet ouvrage.

## Toponymie
Le toponyme est documenté sous les formes anciennes Bias (1264), ou Vias (1271).

## Histoire

### Moyen Âge
Le nom ancien de la commune est Biars, lisible dans un acte de 1265 des archives de l'évêché d'Agen (H 362), portant une transaction entre l'évêque et les abbés de Moissac et d'Eysses (Villeneuve-sur-Lot). Ce dernier se fait attribuer le quart de la dîme de la paroisse de Bias.[réf. nécessaire]

### Temps modernes
Un prieuré de grandmontains, qui existait depuis le Moyen Âge à Ribeyrolles, est rasé pendant les guerres de religion. Un manoir est construit sur son emplacement par le propriétaire protestant dans la seconde moitié du XVIIe siècle.
Une pépinière royale de mûriers blancs (1742) et de plants de pruniers (avant 1763) est créée au milieu du XVIIIe siècle entre Senelles et le Lot.

### Époque contemporaine
La commune, instituée par la Révolution française, est réunie à Villeneuve-sur-Lot dès avant 1806. Elle est recréée en 1935.
La principale activité dans le territoire de Bias a été longtemps l'horticulture, dont subsistent quelques joualles (fruitiers, vignes et labours alternés).
Deux lignes de chemin de fer traversaient Bias : la ligne de Penne-d'Agenais à Tonneins, ouverte par la compagnie du chemin de fer de Paris à Orléans en 1894, ainsi que la ligne de Villeneuve-sur-Lot à Falgueyrat,  qui s'y embranchait et qui est mise en service en 1923. La première, déclassée en 1995, est devenue une voie verte.

### Le camp de Bias
Le camp militaire d'Astor situé au lieu-dit Paloumet dans la commune de Bias appartenait au domaine militaire après la Première Guerre mondiale. Des réfugiés espagnols y sont installés après 1936, puis, avant la Deuxième Guerre mondiale et après la défaite de 1940, des résistants y sont incarcérés.
Des travailleurs vietnamiens recrutés ou enrôlés de force au Vietnam au titre de la "contribution des colonies à l'effort de guerre" et envoyés en France pour travailler dans les usines (notamment les usines d'armement) y vivent également. Certains de ces Vietnamiens y sont détenus pour avoir exprimé leur sympathie pour les mouvements d'indépendance du Viêt-Nam. Après la guerre, certains préfèrent rester en France ; la plupart d'entre eux sont rentrés au pays.
Deux années après la bataille de Diên Biên Phu et après les accords de Genève de 1954, cet ancien camp militaire composé de longs baraquements exigus aux toits d'éverite a été réutilisé pour accueillir des rapatriés d'Indochine, la plupart d'origine vietnamienne ou eurasienne.
Les rapatriés du camp de Bias vivaient avec des moyens particulièrement rudimentaire, de quelques aides accordées par l'État, de la cueillette des fruits et légumes (haricots verts, tomates) chez les agriculteurs de la vallée du Lot et du travail à la chaîne dans les conserveries locales (Casseneuil, Villeneuve-sur-Lot). Leurs enfants étaient scolarisés dans l'école installée dans deux bâtiments du camp par des instituteurs chevronnés et idéalistes.
Au début des années soixante, les derniers habitants de ce Camp d'Accueil des Rapatriés d'Indochine, devenu entre-temps CAFI (Camp d'Accueil des Français d'Indochine), doivent quitter leurs logements pour s'installer soit dans différentes villes de la région (Villeneuve-sur-Lot, Agen, Bordeaux) soit au CAFI de Sainte-Livrade-sur-Lot, commune limitrophe où résident encore aujourd'hui, en partie dans de nouveaux logements, quelques familles et des vieillards d'origine vietnamienne.
En 1962, à la suite des accords d'Évian qui mettent fin à la guerre d'Algérie, le camp dans lequel habitaient auparavant les rapatriés d'Indochine devient l'un des trois camps de réfugiés harkis, plus particulièrement dévolu aux familles (veuves, handicapés) arrivant d'Algérie. Le camp de transit et de reclassement, qui devait être provisoire, dure plus de vingt années. Jusqu'en 1975, la cité d'accueil est cernée de barbelés et la vie y est règlementée. Après plusieurs manifestations de mécontentement de ses habitants et des marches de protestation contre leurs conditions de vie et le manque de considération dont ils faisaient l'objet, certaines familles quittent le camp. La plupart des anciens bâtiments devenus vétustes et insalubres sont détruits en 1989 et à la place sont construits de modestes pavillons sociaux où habitent aujourd'hui plusieurs familles de la communauté harkie, dont la famille de la chanteuse Chimène Badi.

## Politique et administration

### Rattachements administratifs et électoraux

#### Rattachements administratifs
La commune se trouve depuis sa création en 1935 dans l'arrondissement de Villeneuve-sur-Lot du département du Lot-et-Garonne.
Elle faisait partie de 1935 à 1973 du canton de Villeneuve-sur-Lot, année où celui-ci est scindé et la commune rattachée au nouveau canton de Villeneuve-sur-Lot-Sud. Dans le cadre du redécoupage cantonal de 2014 en France, cette circonscription administrative territoriale a disparu, et le canton n'est plus qu'une circonscription électorale.

#### Rattachements électoraux
Pour les élections départementales, la commune fait partie depuis 2014 du canton de Villeneuve-sur-Lot-2.
Pour l'élection des députés, elle fait partie de la troisième circonscription de Lot-et-Garonne.

### Intercommunalité
Bias est membre de la communauté d'agglomération du Grand Villeneuvois, un établissement public de coopération intercommunale (EPCI) à fiscalité propre créé en 2011 et auquel la commune a transféré un certain nombre de ses compétences, dans les conditions déterminées par le code général des collectivités territoriales.
Cette communauté d'agglomération provient de la transformation et de l'extension de la  communauté de communes du Villeneuvois créée en 1999.

### Liste des maires
| Période                                  | Période                   | Identité            | Étiquette | Qualité                                                                                             |
| ---------------------------------------- | ------------------------- | ------------------- | --------- | --------------------------------------------------------------------------------------------------- |
| Les données manquantes sont à compléter. |                           |                     |           | |
| 1935                                     | 1947                      | Jean Malbec         |           | |
| 1947                                     | 1971                      | Robert Labessan     |           | |
| mars 1971                                | août 2000 (décès)         | Serge Dubois        | UDF       | Conseiller général (1973-1998)                                                                      |
| octobre 2000                             | mars 2001                 | Robert Creusot      |           | |
| mars 2001                                | mars 2014                 | Jean-Jacky Larroque | DVD       | Retraité                                                                                            |
| 2014                                     | mai 2020                  | Michel Mingo        | DVD       | Retraité                                                                                            |
| mai 2020                                 | décembre 2022             | Jean-Pierre Seuves  |           | Cadre bancaire retraité Vice-président de l’CA du Grand Villeneuvois (2020 → 2022) Mort en fonction |
| janvier 2023                             | En cours (au 30 mai 2024) | Xavier Llopis       |           | Expert comptable                                                                                    |

## Population et société

### Démographie
L'évolution du nombre d'habitants est connue à travers les recensements de la population effectués dans la commune depuis 1936. Pour les communes de moins de 10 000 habitants, une enquête de recensement portant sur toute la population est réalisée tous les cinq ans, les populations de référence des années intermédiaires étant quant à elles estimées par interpolation ou extrapolation. Pour la commune, le premier recensement exhaustif entrant dans le cadre du nouveau dispositif a été réalisé en 2004.

En 2022, la commune comptait 2 965 habitants, en évolution de −2,5 % par rapport à 2016 (Lot-et-Garonne : −0,18 %, France hors Mayotte : +2,11 %).
| 1936 | 1946  | 1954 | 1962  | 1968  | 1975  | 1982  | 1990  | 1999  |
| ---- | ----- | ---- | ----- | ----- | ----- | ----- | ----- | ----- |
| 744  | 1 269 | 952  | 1 146 | 2 483 | 2 601 | 2 600 | 3 032 | 2 955 |

| 2004  | 2006  | 2009  | 2014  | 2019  | 2022  | - | - | - |
| ----- | ----- | ----- | ----- | ----- | ----- | - | - | - |
| 3 066 | 3 169 | 3 162 | 3 089 | 2 997 | 2 965 | - | - | - |

### Sports et loisirs
Club de rugby à XIII : le Loustalet-Bias XIII.

## Culture locale et patrimoine

### Lieux et monuments
- Domaine de Senelles  Inscrit MH (2012)[38],[27], ancienne pépinière royale de mûriers blancs et de plants de pruniers.
Vers 1888, son fils propriétaire, Léon de Brondeau, médecin et collectionneur, fait orner de céramiques les façades du logis, de l'orangerie et des écuries. Il a légué le domaine à la commune de Villeneuve-sur-Lot en 1906.
- Château de Favols  Inscrit MH (2015)[39],[40]. 
Cette maison forte, qui commandait la voie des gués qui permettaient de franchir le Lot, relevait du baron de Pujols.
La tour nord-est a été transformée en pigeonnier ; les ailes sur cour en retour d'équerre ont été déplacées et transformées. Seuls les bâtiments sud ont conservé leur structure ancienne, les tours d'angle ayant été abaissées.
- Église Notre-Dame, comprenant une abside du XIIe siècle, un chœur où quatre chapelles ont été ajoutées au XVIe siècle, Une chapelle sud est reconstruite en 1822. En 1869, l'architecte communal Vigier fait prolonger la nef à l'ouest, surélever les murs de la nef et du chœur, et reconstruire le clocher. Les travaux sont achevés en 1878 sous la direction de J. Comte. L'église est consacrée en 1894[41].

L'église Notre-Dame
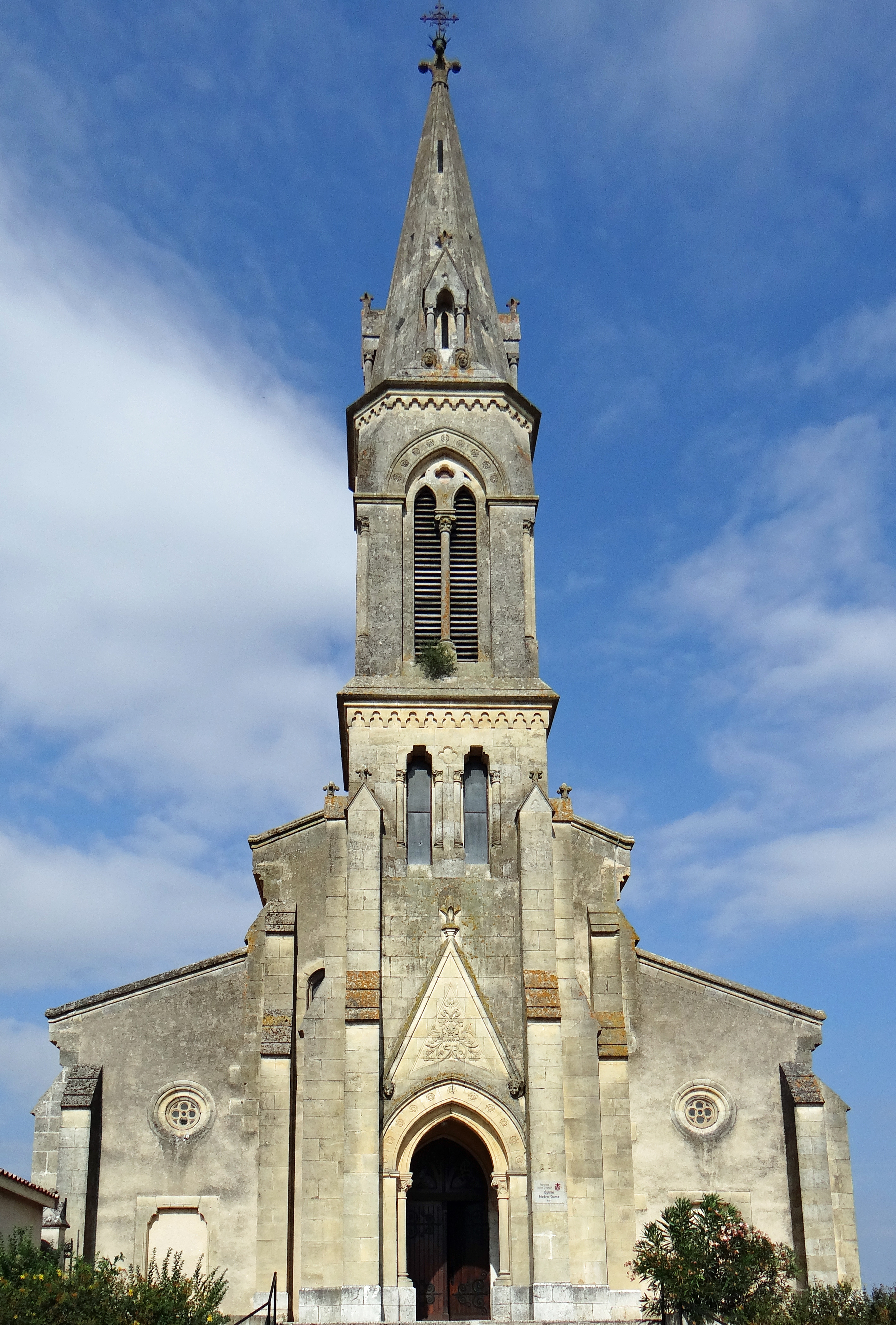
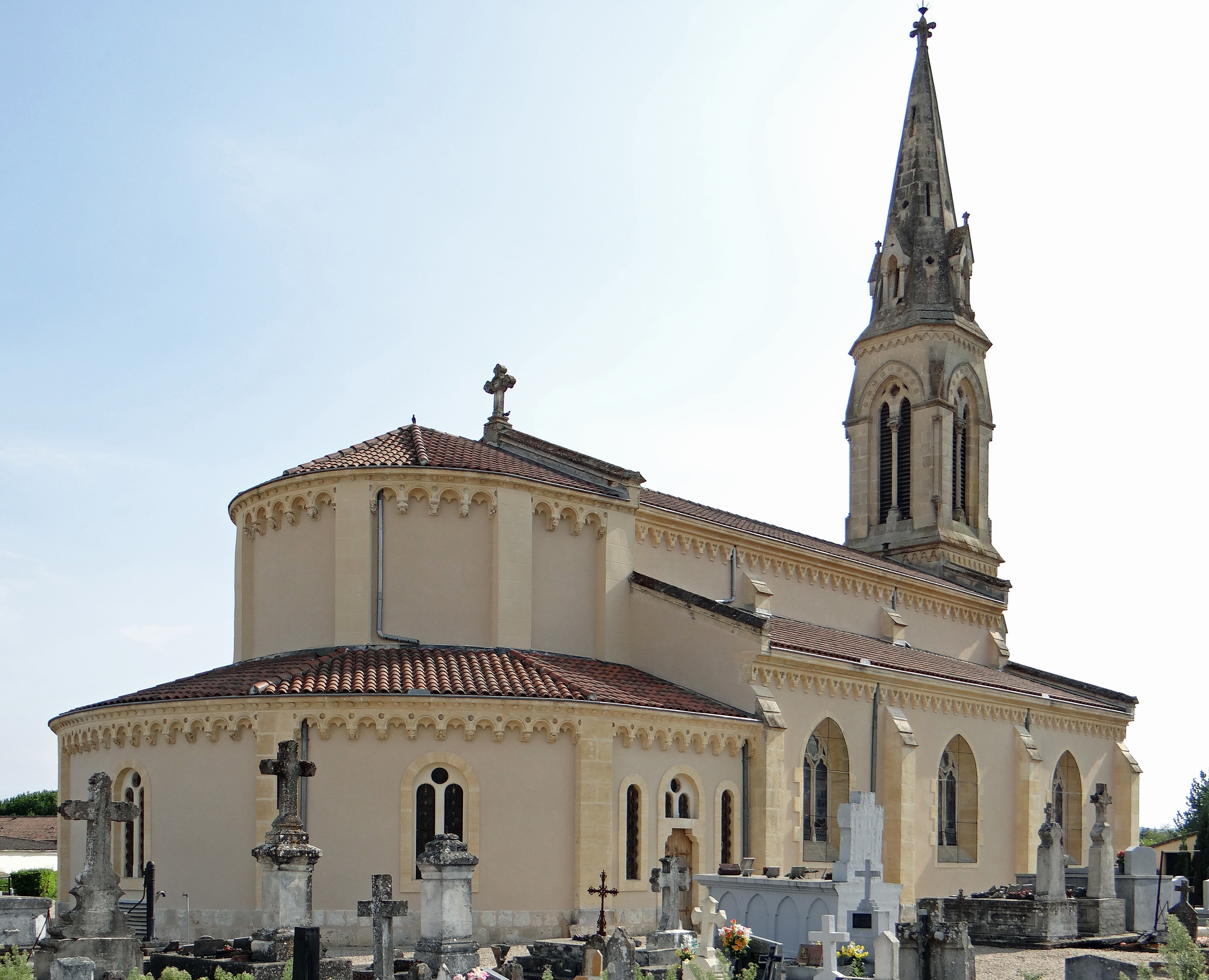
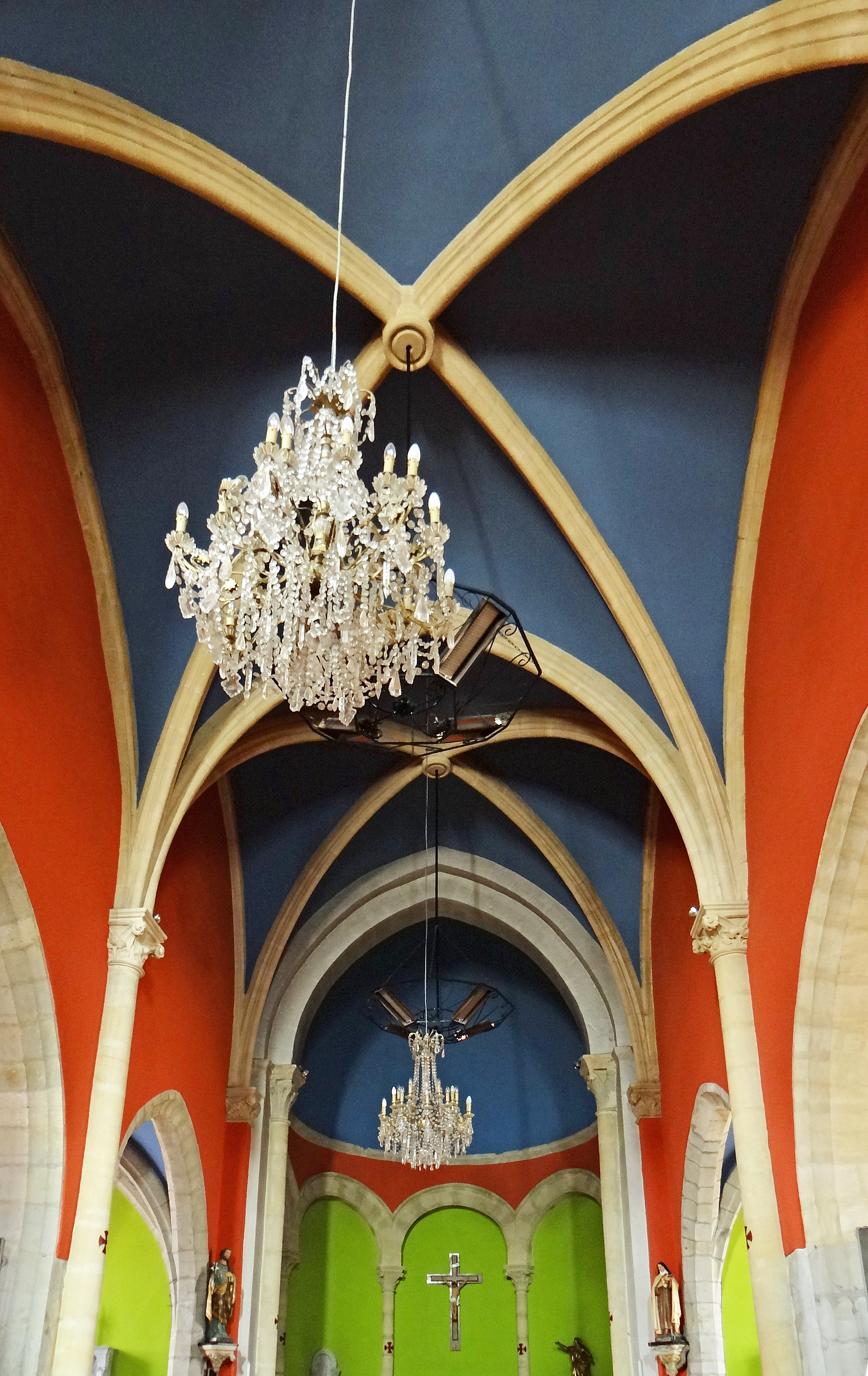

- Maison de maître, lieu-dit Belleferme, bâtie entre 1812 et 1846, caractéristique des propriétés agricoles de moyenne importance de la vallée[42].
- Maison de maître, lieu-dit Broval. L'aile est du logis datant du début du XIXe siècle a été transformée en écuries et en remises. Le reste du logis et les dépendances ont été reconstruits à la fin du XIXe siècle, sans doute pour un notable villeneuvois[43].
- Maison de maître, lieu-dit Pailloles, dont les parties les plus anciennes dotent du XVIe siècle.
En 1905, M. Labessan, premier maire de Bias en 1935, fait bâtir une villa d'après les plans de l'architecte Gaston Rapin par l'entreprise Corne, le charpentier Barjou aîné, le ferronnier L. Ferret qui réalise les balcons et la marbrerie Saint-Amant pour les cheminées[44].
- Manoir, lieu-dit Ribeyrolles, des XVIIe et XIXe siècles[26].
- Manoir, lieu-dit Carabelle, du XVIe siècle et de la limite entre les XVIIIe et XIXe siècles[45].
- Manoir, lieu-dit Badech, réaménagé et agrandi aux XIXe et XXe siècles[46].
- Maisons et fermes anciennes dont certaines conservent des éléments de la fin du XVe, du XVIe ou du XVIIe siècle, mais ont souvent été rénovées ou reconstruites au tournant des XIXe et XXe siècle[47].
- Cabane au lieu-dit Carras, construite en plein champ dans la vallée du Lot au milieu du XIXe siècle[48].
- Pont sur le Lasgourgue, datant sans doute du XVIIe siècle[49].
- Pont du Martinet, un ancien pont ferroviaire sur le Lot de la ligne de Villeneuve-sur-Lot à Falgueyrat construit par la société Coste et Seguin et par l'entrepreneur Jean Charles à Brives. Le tablier de trois travées solidaires en pan de fer repose sur deux piles sont en pierre de taille[50].

Moulin de Bias, propriété de la commune.
- Monument aux morts, réalisé en 1923 par le sculpteur Antoine Bourlange sur un socle de socle de Gaston Rapin. Il a été remonté à Bias en 1999[52].

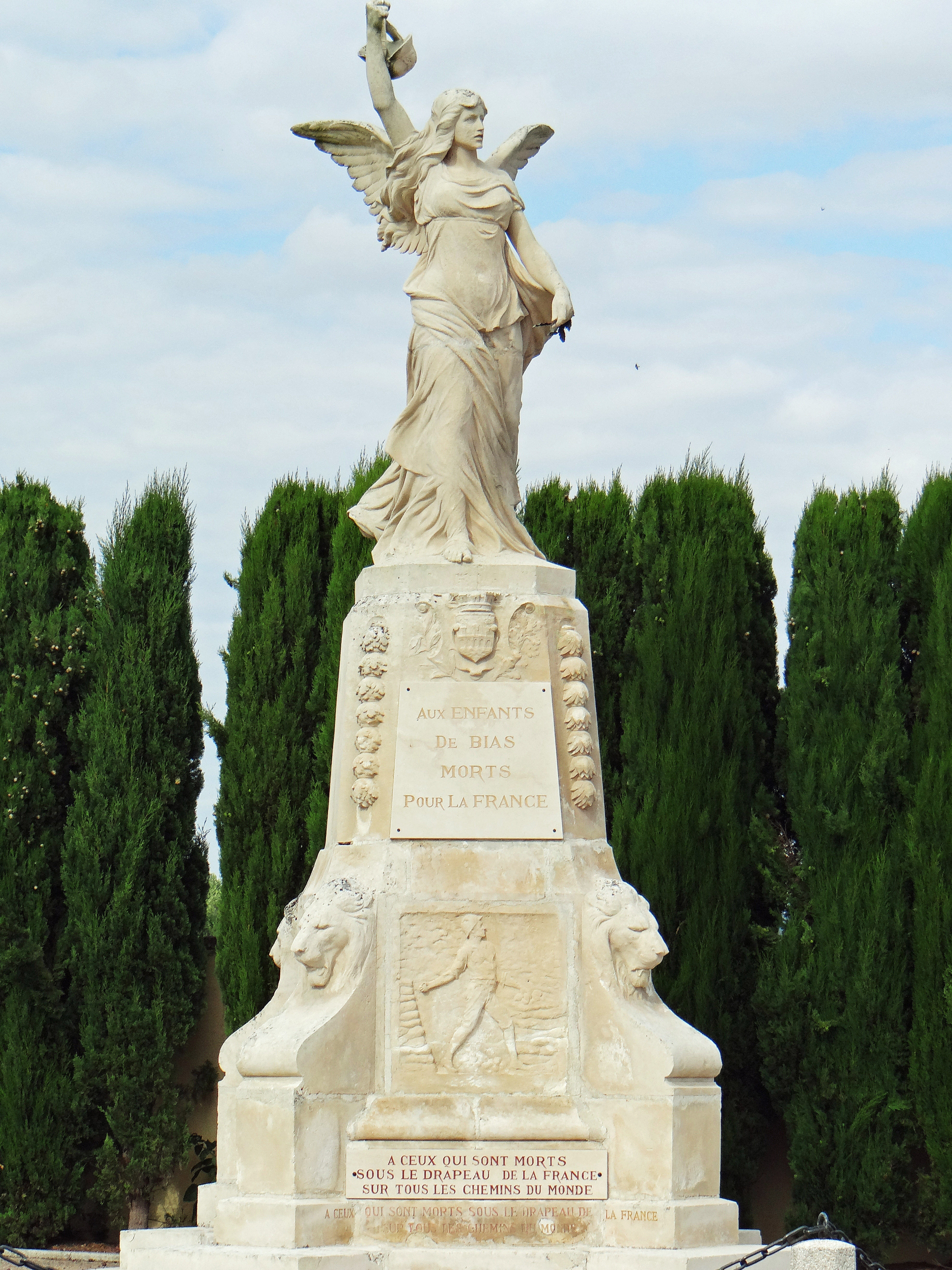
Monument aux morts.
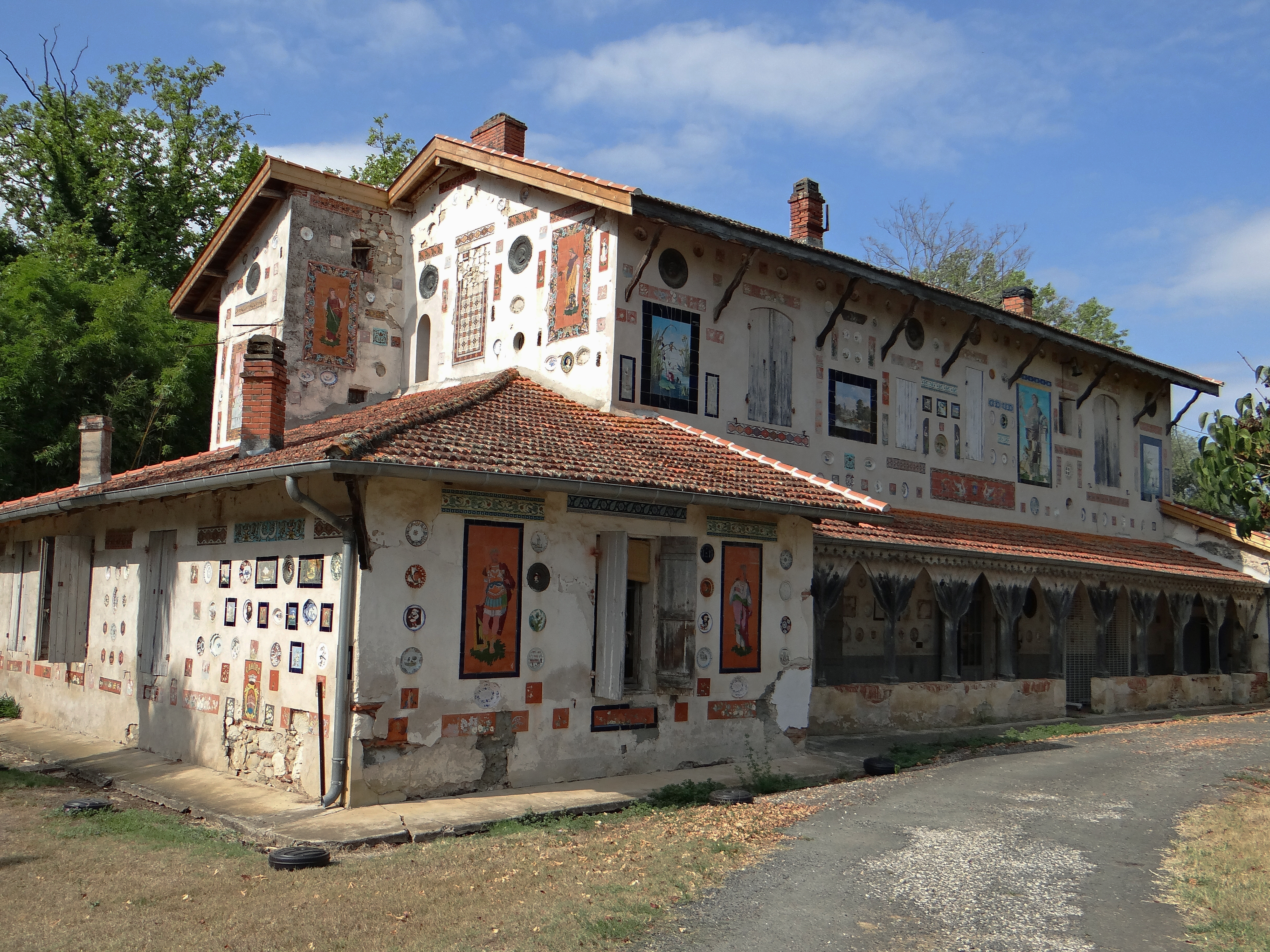
Domaine de Senelles
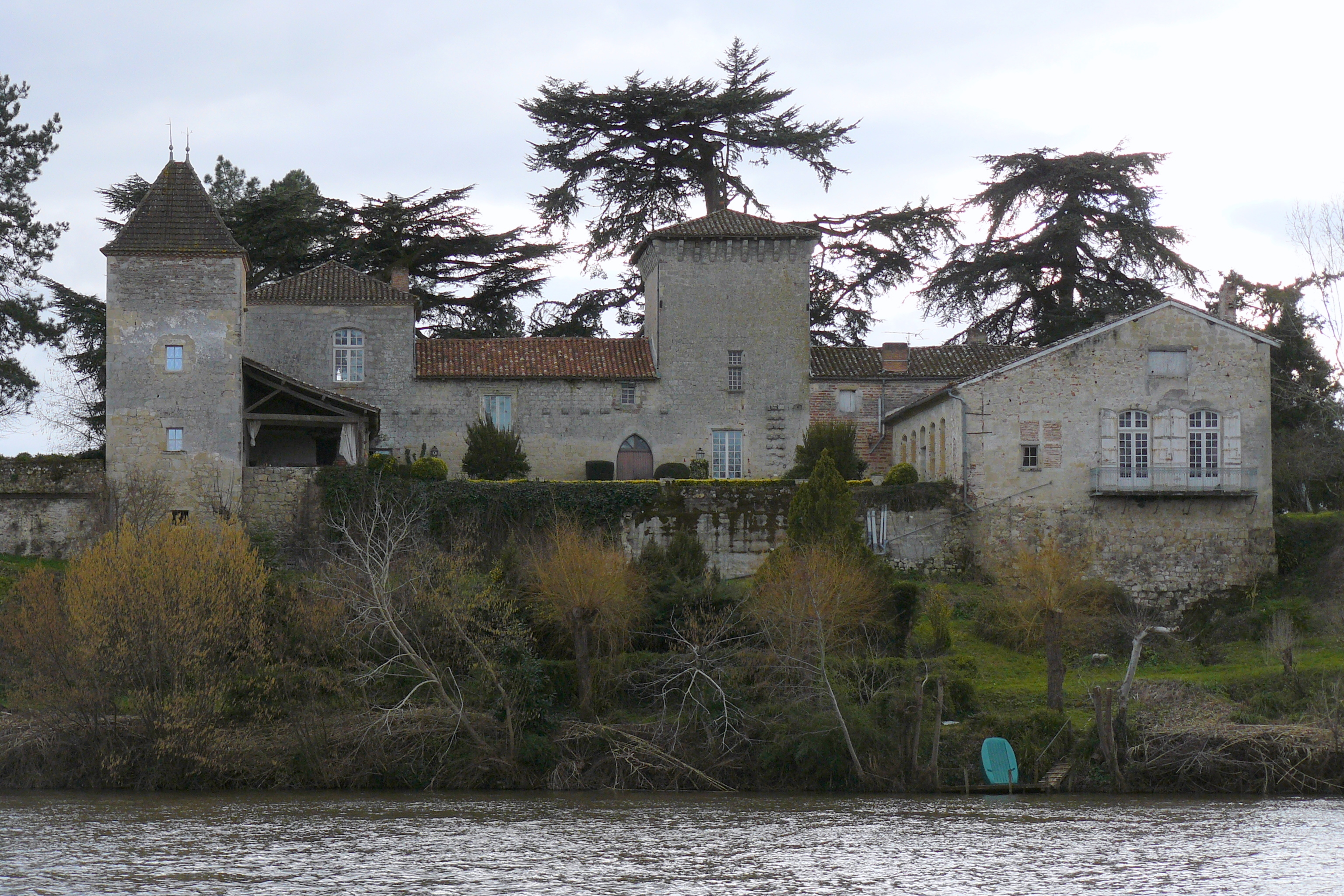
Château de Favols.

### Personnalités liées à la commune
- François Peltier (1955-), artiste peintre français.
- Chimène Badi (1982-) y a vécu son enfance.

### Héraldique
| Blason de Bias | Blason  | Taillé : au premier d'azur plain, au second de gueules à la croix cléchée, vidée et pommetée de douze pièces d'or ; à la barre d'argent chargée de trois oiseaux volant de sable, brochant sur la partition. |
| Blason de Bias | Détails | Le statut officiel du blason reste à déterminer. |